# Ernst Günter Herrmann
Ernst Günter Herrmann (Erfurt, 1941) is een Duitse beeldhouwer en landschapsarchitect.

## Leven en werk
Herrmann studeerde van 1961 tot 1968 architectuur in Berlijn en Londen. Hij voltooide zijn opleiding in 1969 aan de Universität Stuttgart. Van 1969 tot 1974 doceerde hij aan de UC in Berkeley (Californië). Hij keerde in 1974 terug naar Europa en was tot 1978 als vrij kunstenaar werkzaam in de Franse regio Provence.
Sinds 1979 is de steenbeeldhouwer/architect woonachtig en werkzaam in Ostfildern. Hij is voornamelijk werkzaam als ontwerper van pleinen, tuinen, fonteinen en sculpturen, vanaf 1995 als landschapsarchitect.

## Werken in de openbare ruimte (selectie)
- 1978 : Landschaftsskulpur, Donau Ufer in Ulm
- 1982 : Skulptur/Relief - sculptuur/reliëf voor de Duitse ambassade in Buenos Aires (Argentinië)
- 1983 : Skulptur, Stadthalle in Korntal-Münchingen
- 1984 : Bachlauf - beekloop Grüne Stadtmitte in Leonberg (Baden-Württemberg)
- 1988 : 2-geschossige Wasserskulptur, Rathaus in Wendlingen am Neckar
- 1989 : Brunnen - Marktplatz in Schwieberdingen
- 1989 : Bulacher Wasserkaskade[1] - cascade op de tunneloverbouw Albanlage in Karlsruhe
- 1989 : Platzgestaltung/Wasserskulptur, Forum am Schlosspark in Ludwigsburg
- 1990 : Brunnen[2] - fontein Leopoldsplatz in Baden-Baden
- 1990 : Postsache, Bahnhofstraße in Heilbronn
- 1990/91 : Ohne Titel, Konrad-Adenauer-Straße in Tübingen
- 1991 : Anlage für Bären und Klettertiere, Zoölogischer Garten Stuttgart
- 1991 : Springbrunnen[3] - fontein en sculptuur Kirchplatz in Blaubeuren
- 1993 : Ohne Titel - sculptuur, fontein en plein Friedrichsbau, Börsenplatz in Stuttgart
- 1993 : Bürgerbrunnen, Vaihingen an der Enz
- 1993 : Skulpturenlandschaft[4], vestiging Sammlung Würth-Portugal in Lissabon
- 1999 : Spielgarten - speeltuin voor Daimler AG in Stuttgart-Möhringen
- 1999 : Wasserskulptur - Altes Rathaus in Ostfildern-Scharnhausen
- 2001 : Seniorengarten - tuinaanleg in Weinstadt
- 2009 : Vier Säulen im Kreisverkehr, Schwaikheim

## Fotogalerij

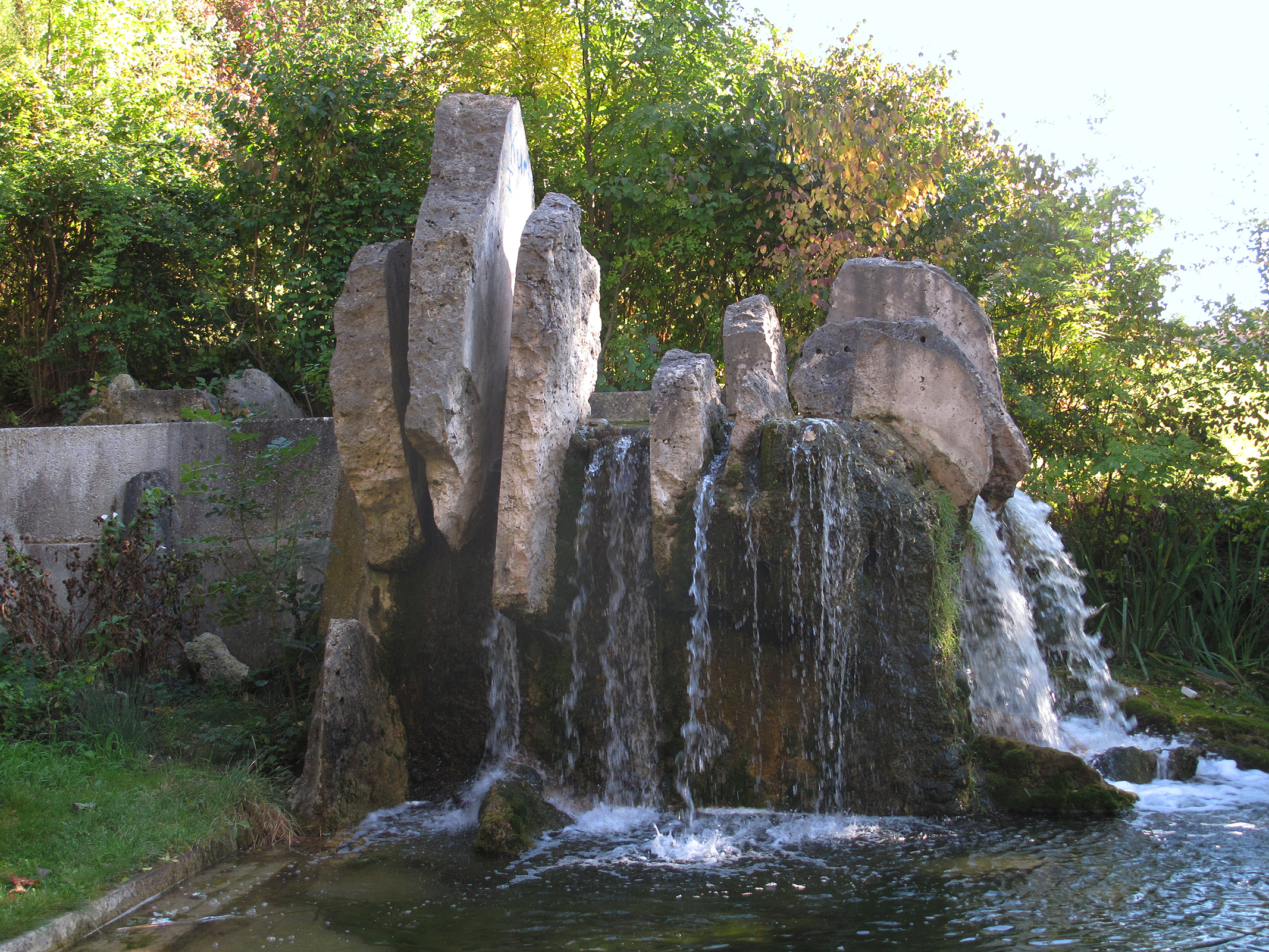
Bachlauf - detail (1984) in Leonberg
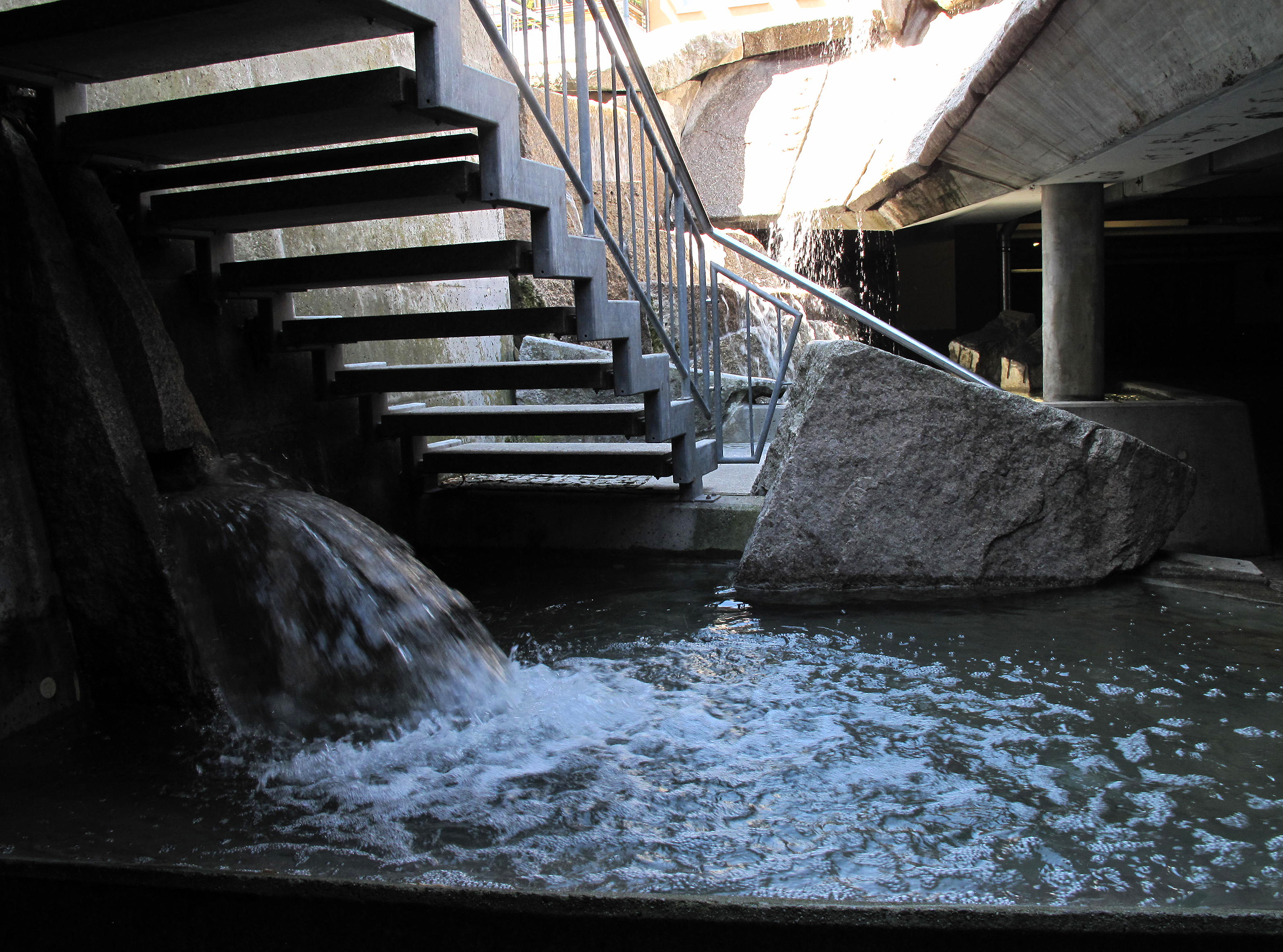
2-geschossige Wasserskulptur (1988) in Wendlingen
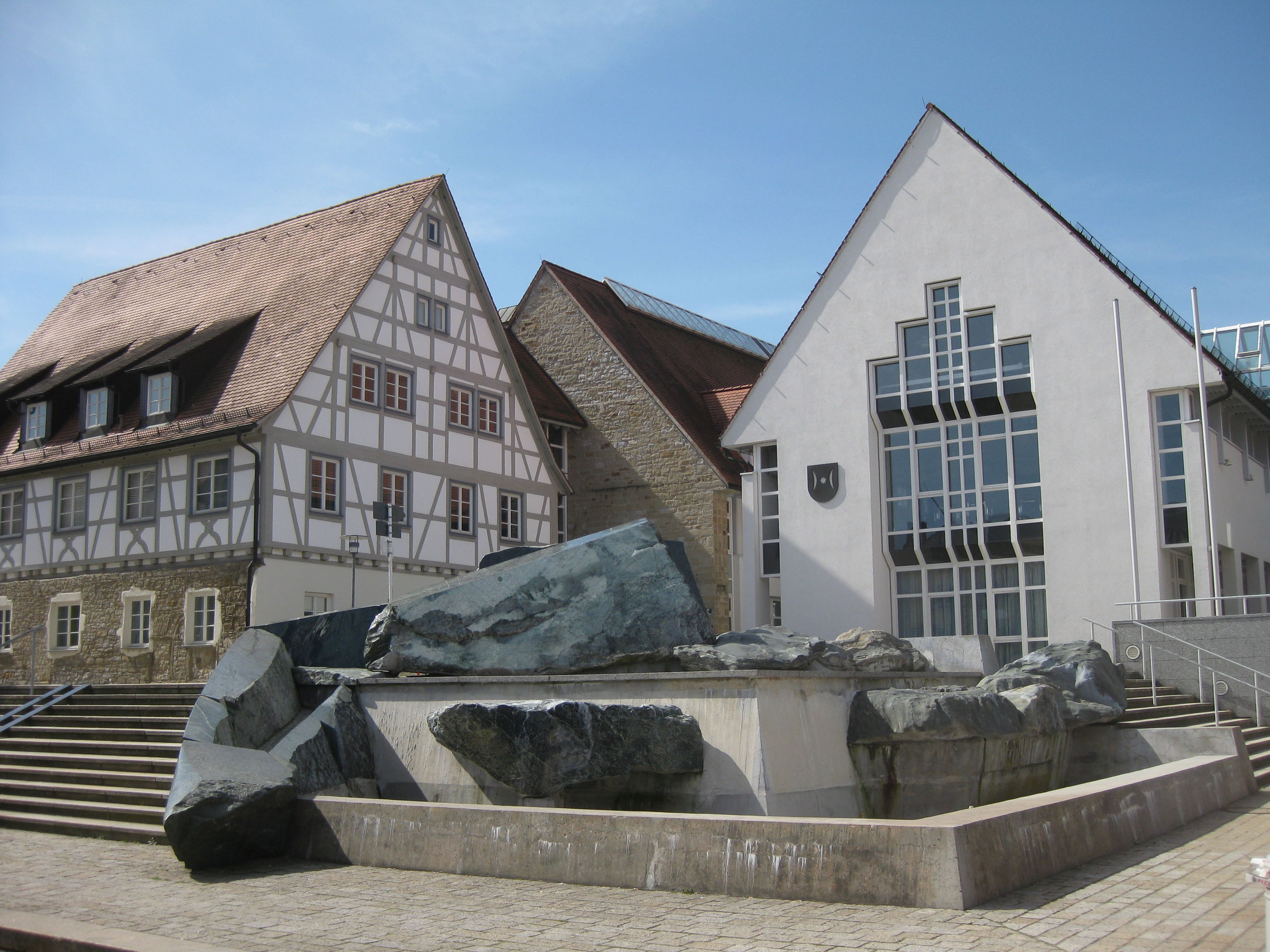
Brunnen (1989) in Schwieberdingen
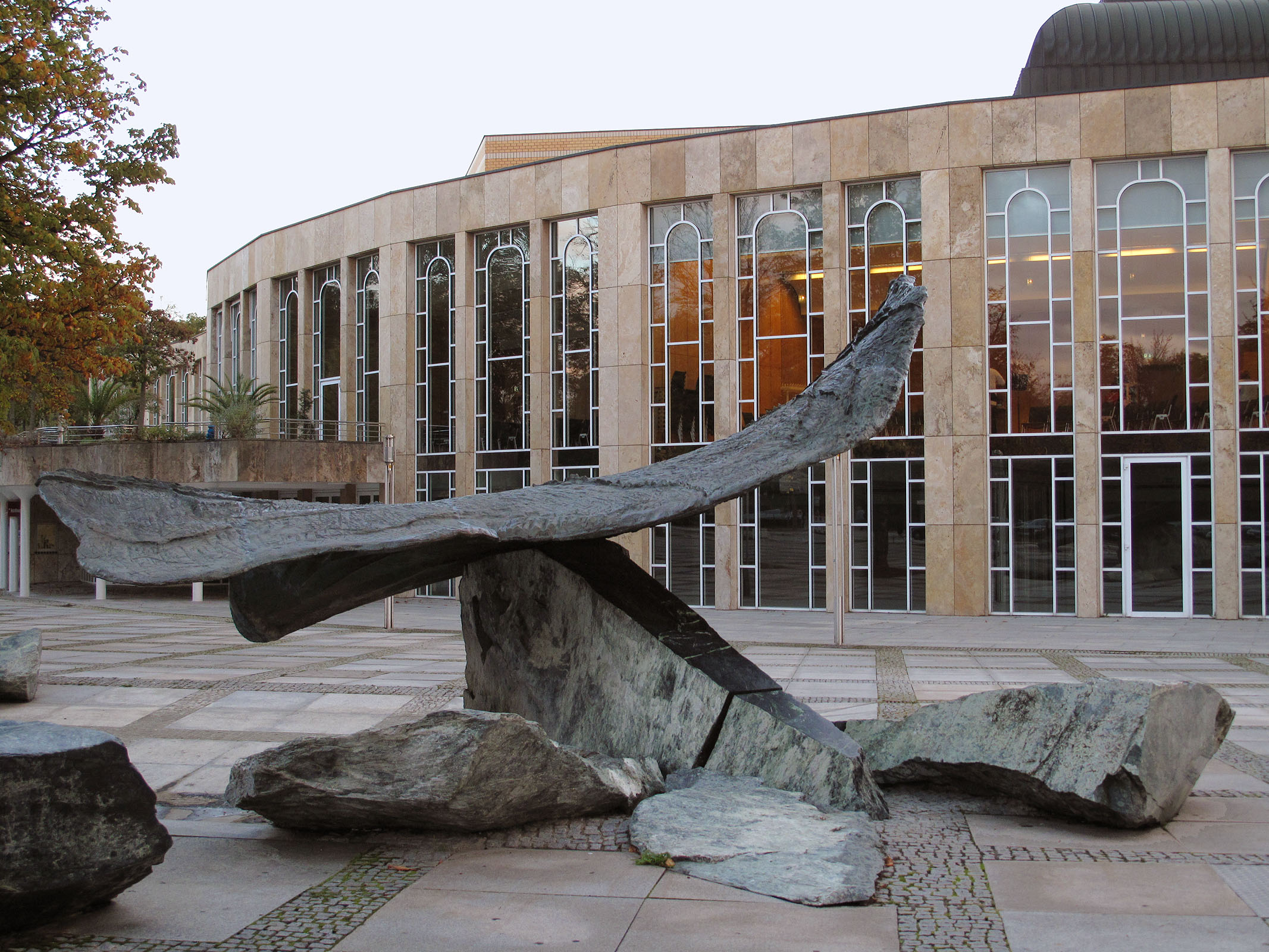
Platzgestaltung/Wasserskulptur (1989), Ludwigsburg
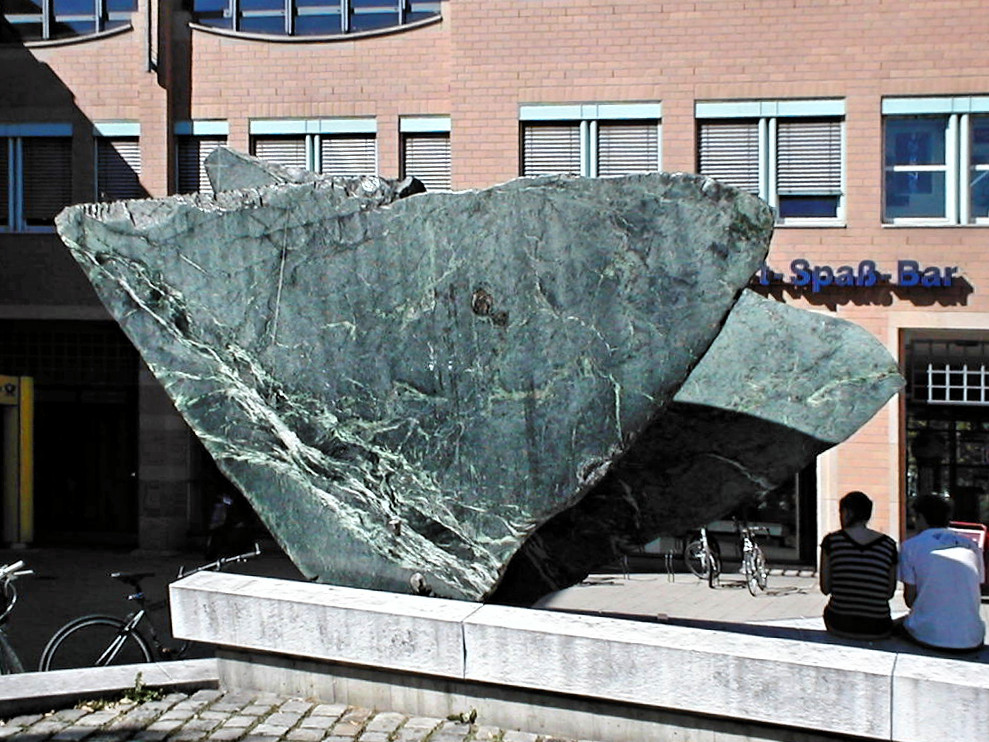
Postsache (1990) in Heilbronn
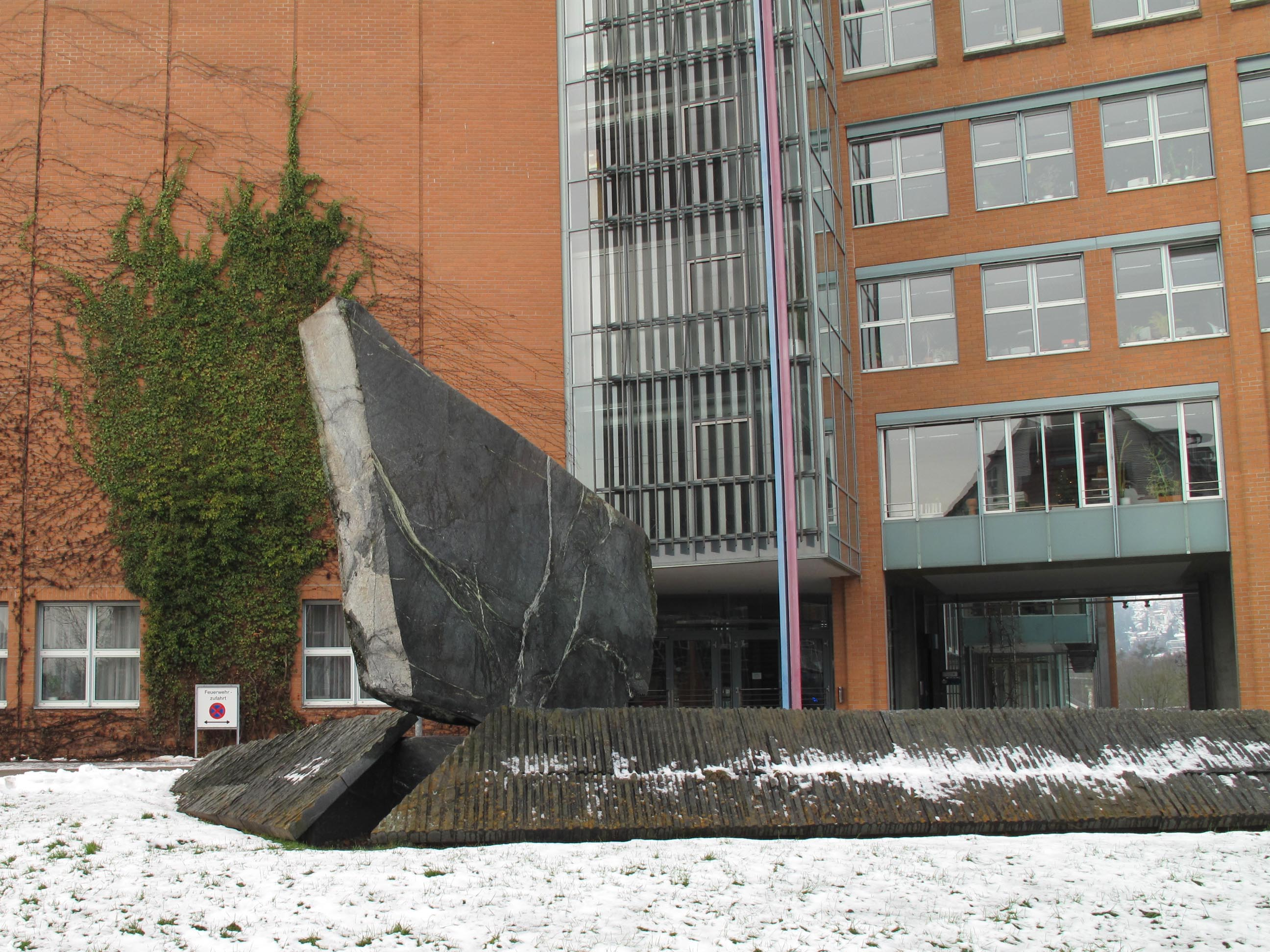
Ohne Titel (1990/91) in Tübingen
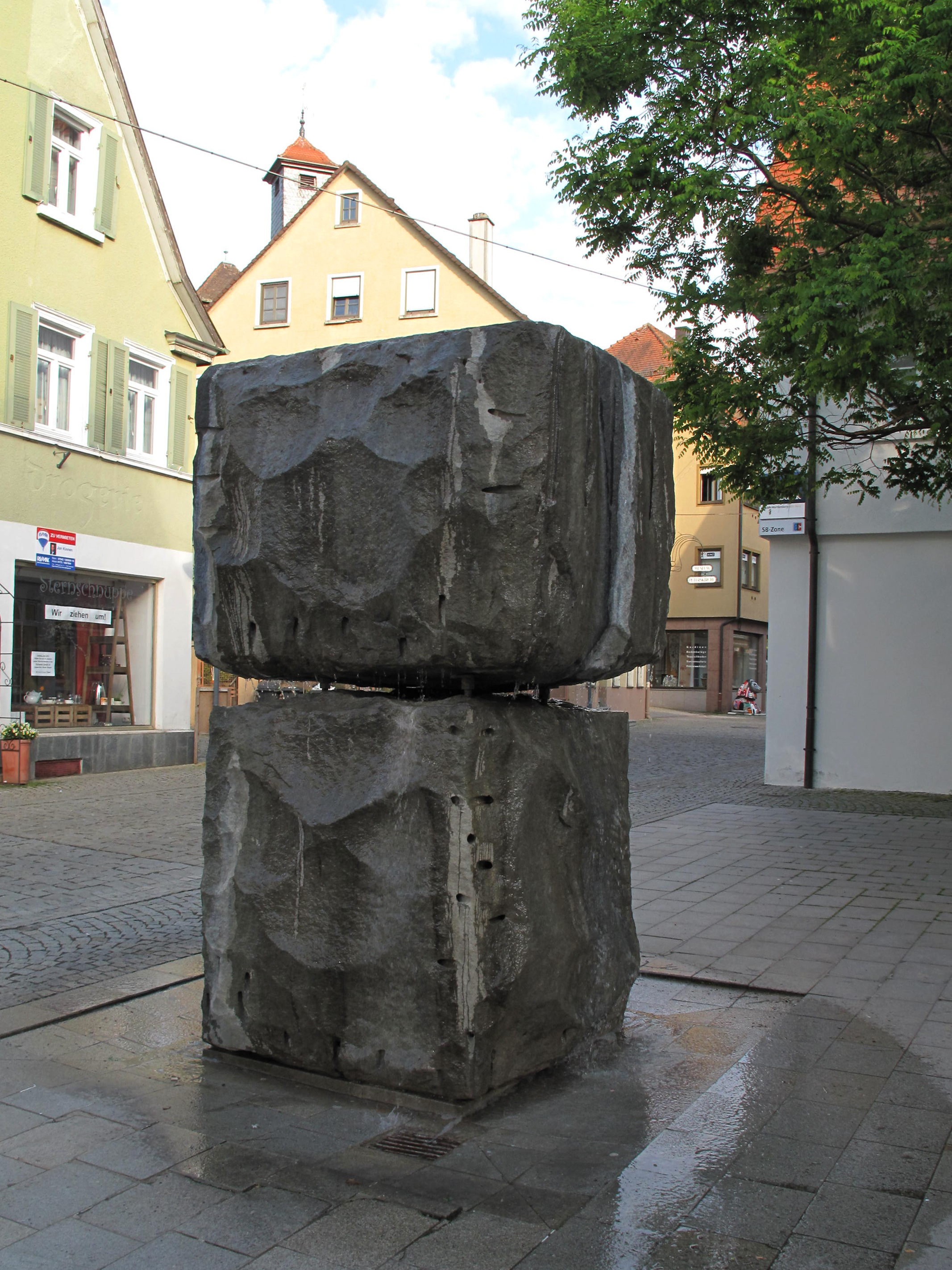
Bürgerbrunnen (1993) in Vaihingen an der Enz
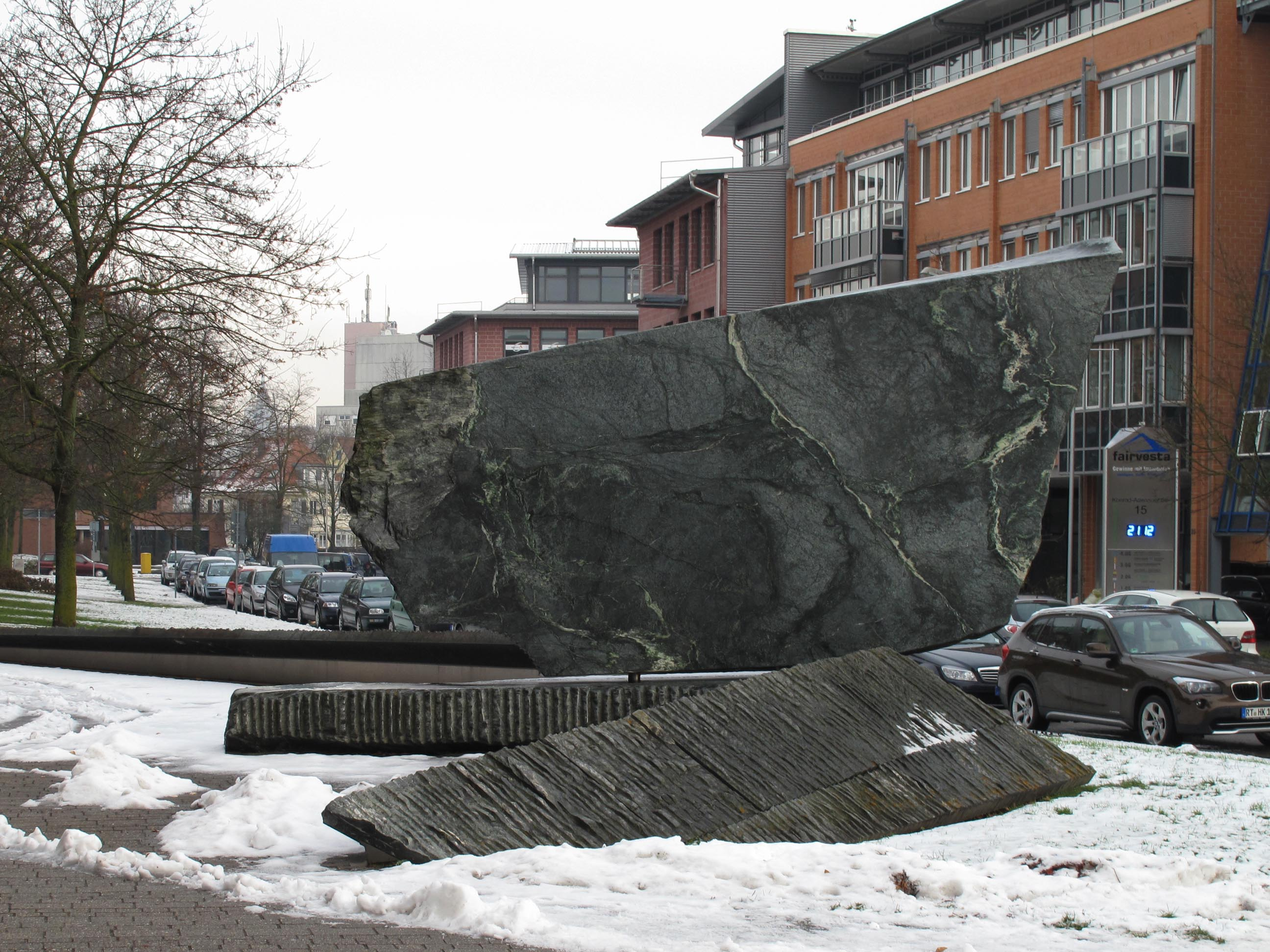
Ohne Titel, Tübingen
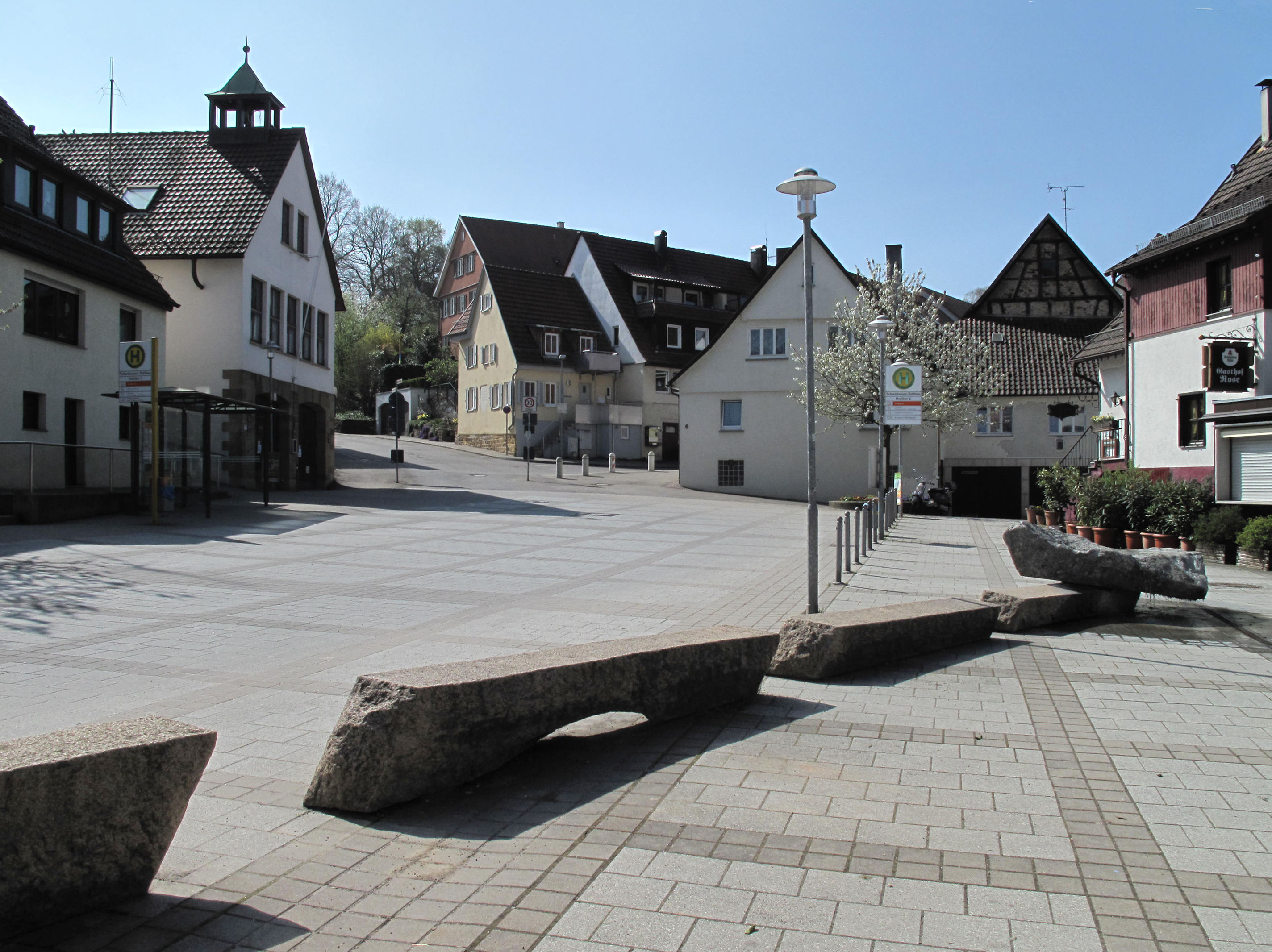
Wasserskulptur (1999) in Scharnhausen
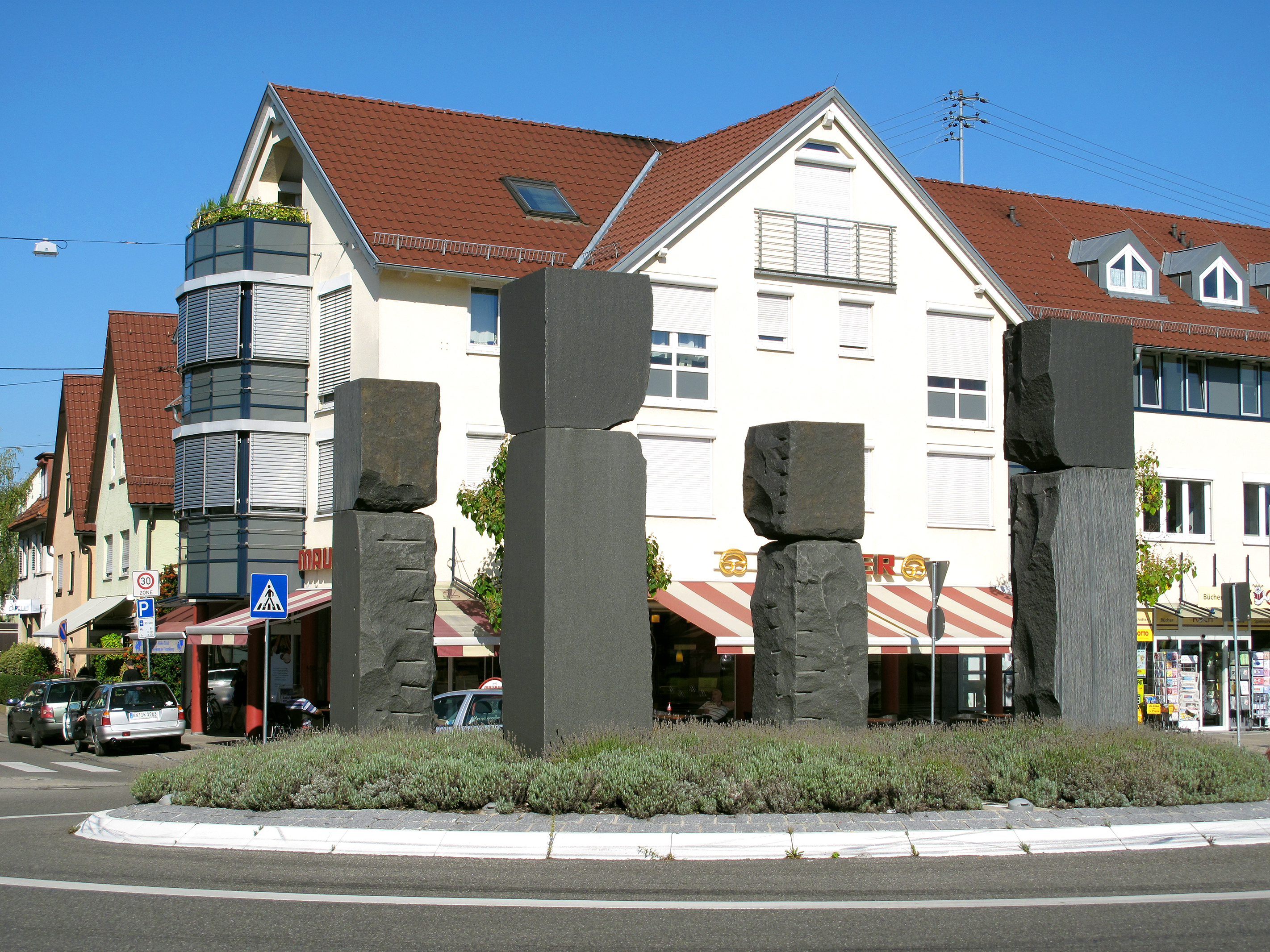
Vier Säulen im Kreisverkehr, Schwaikheim